# Aeroportul Mineral Wells
Aeroportul Mineral Wells (IATA: MWL, ICAO: KMWL, FAA LID: MWL) este un aeroport din Texas, Statele Unite ale Americii ce deservește zona Mineral Wells. Aeroportul a fost tranzitat în 2019 de 52 de pasageri. A fost numit după zona deservită.
Situat la o altitudine de 297 m, aeroportul dispune de 2 piste.

## Infrastructură

### Piste
Aeroportul dispune de 2 piste. Pista 13/31 are suprafața de asfalt și dimensiunile 5.996 picioare × 100 picioare. Pista 17/35 are suprafața de asfalt și dimensiunile 4.188 picioare × 100 picioare. 